# بانک ماسپیون
بانک ماسپیون (انگلیسی: Bank Maspion) شرکت خدمات مالی و بانکداری اندونزیایی است، که در سال ۱۹۸۹ تأسیس شد.